# LG G Pad 8.3
LG G Pad 8.3 (anche conosciuto come LG G Tablet 8.3) è un tablet Android da 8.3 pollici prodotto e messo in commercio da LG Electronics. Appartiene alla serie LG G, che comprende anche lo smartphone LG G2. È stato annunciato il 4 settembre 2013 ed è stato lanciato il 3 novembre 2013. A differenza del predecessore che aveva uno schermo da 8.9 pollici, LG G Pad 8.3 ne utilizza uno più piccolo da 8.3 pollici. Questo è il secondo tablet di LG dopo LG Optimus Pad.

## Caratteristiche
LG G Pad 8.3 è stato messo in commercio con Android 4.2.2 Jelly Bean. LG ha personalizzato l'interfaccia con il software Optimus UI. Così come le applicazioni di Google, tra cui Google Play, Gmail e YouTube, ha accesso alle applicazioni LG come QPair, QSlide, KnockOn, e Slide Aside.
LG G Pad 8.3 è disponibile nella variante solo WiFi. La memoria interna è di 16 GB, con slot microSDXC. Ha un display WUXGA TFT con una risoluzione a 1920x1200 pixel. Dispone inoltre di una fotocamera frontale da 1.3 MP senza flash e di una fotocamera fotocamera posteriore da 5.0 MP AF. Ha anche la possibilità di registrare video in HD.
LG ha rilasciato a fine 2015 un aggiornamento ad Android 5.0.2 solo in Corea. Su Internet è possibile trovare informazioni su dove scaricare l'aggiornamento e come installarlo; tra le lingue c'è anche l'italiano con poche traduzioni non fatte. Trattandosi di un hack, non c'è garanzia sul processo di aggiornamento che comunque va eseguito effettuando diversi passi manuali poco adatti ad un utente non esperto.